# Congreso Constituyente Democrático
El Congreso Constituyente Democrático (CCD) fue el órgano instalado en el Perú luego de que el presidente Alberto Fujimori, tras un autogolpe de estado, disolviera el Senado y la Cámara de Diputados en 1992. Su principal función fue dar una nueva Constitución, reemplazando a la de 1979.

## Contexto

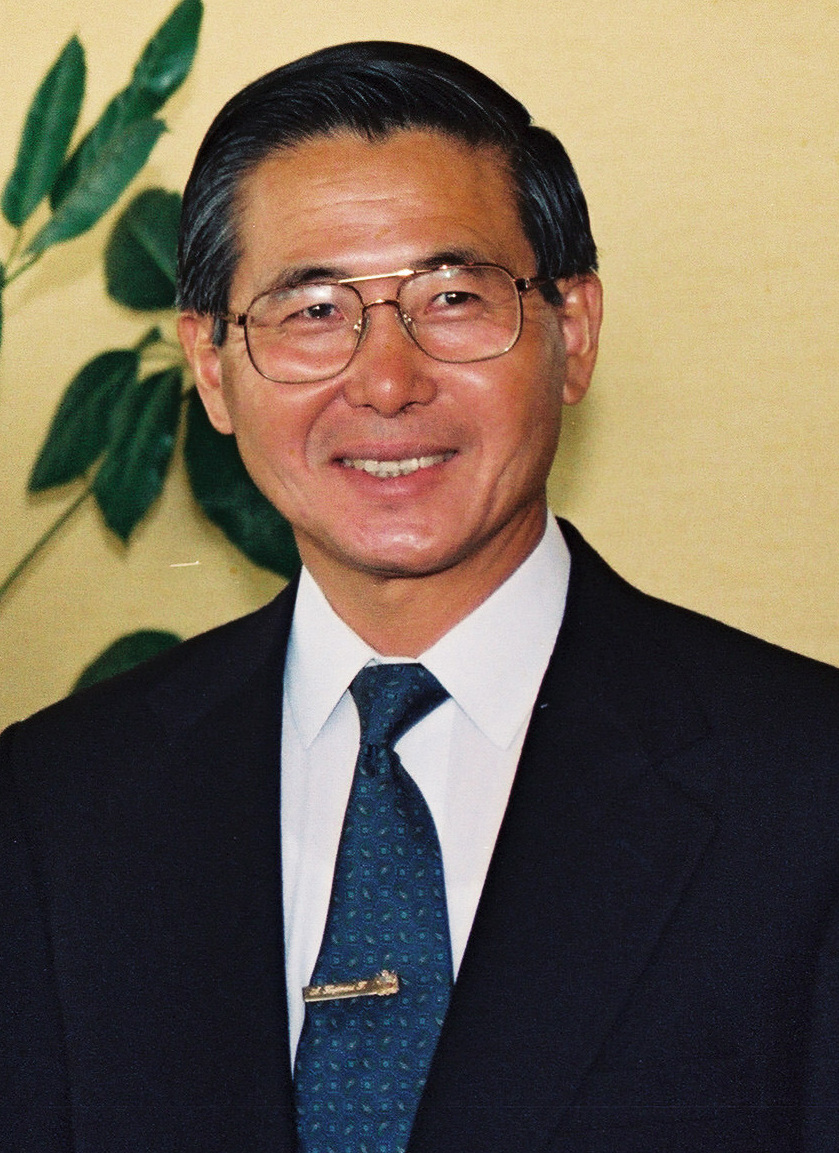
Alberto Fujimori.

El 5 de abril de 1992, tras el autogolpe de estado, el entonces presidente Alberto Fujimori anunció el establecimiento de un gobierno de emergencia y reconstrucción nacional. El gobierno asumió la totalidad del poder, disolviendo el Congreso e interviniendo el Poder Judicial, el Ministerio Público, la Contraloría, el Tribunal de Garantías Constitucionales y los gobiernos regionales.
Según las encuestas, el Fujimorazo contó con la aprobación mayoritaria de la población peruana. Esto se comprende por la falta de credibilidad de los partidos políticos y sus representantes en el parlamento, considerados un lastre para el desarrollo y la pacificación del país, que en aquel momento estaba siendo acosado por el terrorismo de extrema izquierda. Al margen de la propia conducta de la clase política, hay que destacar que esa campaña de desprestigio hacia la «partidocracia» fue fomentada y estimulada desde muy temprano por el propio gobierno.
En el contexto mundial, el fin de la Guerra Fría había traído una ola de democratización en Europa y en Sudáfrica, que se expandió al resto de África y a Asia; en América su efecto jurídico más importante fue la resolución 1080 de la OEA aprobada en 1991 en una reunión realizada en Santiago de Chile. Dicha resolución estableció que si se rompía la institucionalidad democrática en un país miembro de la OEA debía celebrarse obligatoriamente una «Reunión de Consulta» de cancilleres para adoptar las medidas contempladas en la carta.
Los embajadores representantes reunidos en Washington D. C., sede de la OEA, «deploraron» el autogolpe peruano e instaron al presidente Fujimori a que buscara una fórmula para el retorno de la democracia. En la reunión de cancilleres, el ministro peruano Augusto Blacker Miller justificó el autogolpe a partir del riesgo que significaba para el Perú la subversión terrorista. Este argumento no convenció a los representantes de los países más importantes de América. Se aprobó una resolución en la cual se exigía al gobierno peruano dialogar con la oposición democrática y encontrar una senda para tornar a la democracia; caso contrario, en la siguiente reunión de cancilleres se procedería a adoptar sanciones contra el Perú.
En mayo de 1992, Alberto Fujimori asistió a la XXII Asamblea General de la Organización de los Estados Americanos en Nassau, Bahamas; en la cumbre se comprometió a restablecer los derechos constitucionales en el país, así como a convocar a un Congreso Constituyente Democrático para garantizar el equilibrio de poderes y la efectiva participación ciudadana en la elaboración, a través de representantes elegidos, de un nuevo contrato social.

## Convocatoria
Fujimori convocó (a través del decreto de ley 25684) a un Congreso Constituyente Democrático (CCD) en el que participaron el oficialismo y la oposición. El oficialismo estuvo representado por una alianza formada por Cambio 90 y el recién fundado partido Nueva Mayoría (C90-NM). La oposición, en cambio, debido a discrepancias con el oficialismo, no participó en su totalidad. Mientras que algunos partidos rechazaron postularse para el CCD, como el Partido Aprista Peruano, la Izquierda Unida y Acción Popular, otros sí lo hicieron, como el Partido Popular Cristiano.
Cabe destacar que, en la etapa electoral, el oficialismo ofreció el reparto de ordenadores, dinero, vehículos y hasta ropa usada por todo el país para ganar votos, mientras que algunos partidos políticos corrieron el riesgo de perder representación parlamentaria a causa de una modificación legislativa de 1992.

## Elecciones
Las elecciones de los 80 representantes del Congreso Constituyente Democrático o congresistas se realizaron el día 22 de noviembre de 1992. La alianza oficialista resultó triunfadora, con una cómoda mayoría en el Congreso al beneficiarse del alto índice de votos blancos y viciados. Este beneficio le permitió contar la presidencia de la mesa directiva de la junta preparatoria. Estos fueron los resultados que obtuvieron las principales fuerzas políticas en competencia:
| Partido                                | Partido                                              | Partido                    | Votos     | %     | Escaños |
| -------------------------------------- | ---------------------------------------------------- | -------------------------- | --------- | ----- | ------- |
|                                        | Cambio 90 - Nueva Mayoría                            | C90-NM                     | 3 075 422 | 49,30 | 44      |
|                                        | Partido Popular Cristiano                            | PPC                        | 606 651   | 9,73  | 8       |
|                                        | Frente Independiente Moralizador                     | FIM                        | 486 984   | 7,81  | 7       |
|                                        | Renovación                                           | MR                         | 440 314   | 7,06  | 6       |
|                                        | Movimiento Democrático de Izquierda                  | MDI                        | 341 646   | 5,48  | 4       |
|                                        | Coordinadora Democrática                             | CODE                       | 328 153   | 5,26  | 4       |
|                                        | Frente Nacional de Trabajadores y Campesinos         | FNTC                       | 237 977   | 3,82  | 3       |
|                                        | Frente Popular Agrícola FIA del Perú                 | FREPAP                     | 172 923   | 2,77  | 2       |
|                                        | Partido Solidaridad y Democracia                     | SODE                       | 126 822   | 2,03  | 1       |
|                                        | Movimiento Independiente Agrario                     | MIA                        | 107 543   | 1,72  | 1       |
|                                        | Movimiento Independiente Nuevo Perú                  | MINP                       | 49 998    | 0,80  | 0       |
|                                        | Frente Emergente Democrático de Retirados Policiales | FEDRP                      | 42 041    | 0,67  | 0       |
|                                        | Movimiento Independiente Nacional                    | MIN                        | 41 921    | 0,67  | 0       |
|                                        | Frente Civil-Militar-Policial                        | FCMP                       | 41 900    | 0,67  | 0       |
|                                        | Convergencia Nacional                                | CN                         | 41 206    | 0,66  | 0       |
|                                        | Movimiento Independiente Paz y Desarrollo            | MIPD                       | 36 596    | 0,59  | 0       |
|                                        | Movimiento Acción Social Independiente               | MASI                       | 36 073    | 0,58  | 0       |
|                                        | Partido Socialista del Perú                          | PSP                        | 23 512    | 0,38  | 0       |
| Votos válidamente emitidos             | Votos válidamente emitidos                           | Votos válidamente emitidos | 6 237 682 | 76,1  |         |
| Votos nulos                            | Votos nulos                                          | Votos nulos                | 1 620 887 | 19,8  |         |
| Votos en blanco                        | Votos en blanco                                      | Votos en blanco            | 333 277   | 4,1   |         |
| Total de votos emitidos                | Total de votos emitidos                              | Total de votos emitidos    | 8 191 846 | 100   |         |
| Fuente: Jurado Nacional de Elecciones. |                                                      |                            |           |       |         |

El partido oficialista logró 44 escaños, lo que le dio mayoría absoluta en el CCD.

## Composición

### Mesa directiva
| Cargo                   | Congresista                 | Partido político          |
| ----------------------- | --------------------------- | ------------------------- |
| Presidente del Congreso | Jaime Yoshiyama Tanaka      | Cambio 90 - Nueva Mayoría |
| Primer Vicepresidente   | Carlos Torres y Torres Lara | Cambio 90 - Nueva Mayoría |
| Segundo Vicepresidente  | Rafael Rey Rey              | Renovación                |
| Tercer Vicepresidente   | Víctor Joy Way Rojas        | Cambio 90 - Nueva Mayoría |

### Comisión Constitucional
| Cargo      | Congresista                 | Partido político                             |
| ---------- | --------------------------- | -------------------------------------------- |
| Presidente | Carlos Torres y Torres Lara | Cambio 90 - Nueva Mayoría                    |
| Secretaria | Martha Chávez Cossío        | Cambio 90 - Nueva Mayoría                    |
| Miembro    | Carlos Ferrero Costa        | Cambio 90 - Nueva Mayoría                    |
| Miembro    | Samuel Matsuda Nishimura    | Cambio 90 - Nueva Mayoría                    |
| Miembro    | César Fernández Arce        | Cambio 90 - Nueva Mayoría                    |
| Miembro    | Ricardo Marcenaro Frers     | Cambio 90 - Nueva Mayoría                    |
| Miembro    | Pedro Vílchez Malpica       | Cambio 90 - Nueva Mayoría                    |
| Miembro    | Lourdes Flores Nano         | Partido Popular Cristiano                    |
| Miembro    | Fernando Olivera Vega       | Frente Independiente Moralizador             |
| Miembro    | Henry Pease García          | Movimiento Democrático de Izquierda          |
| Miembro    | Enrique Chirinos Soto       | Renovación                                   |
| Miembro    | Roger Cáceres Velásquez     | Frente Nacional de Trabajadores y Campesinos |

### Congresistas Constituyentes
| Congresistas electos                 | Partido político | Partido político                             |
| ------------------------------------ | ---------------- | -------------------------------------------- |
| Jaime Yoshiyama Tanaka               |                  | Cambio 90 - Nueva Mayoría                    |
| Luz Salgado Rubianes                 |                  | Cambio 90 - Nueva Mayoría                    |
| Carlos Torres y Torres Lara          |                  | Cambio 90 - Nueva Mayoría                    |
| Víctor Joy Way Rojas                 |                  | Cambio 90 - Nueva Mayoría                    |
| Andrés Reggiardo Sayán               |                  | Cambio 90 - Nueva Mayoría                    |
| Miguel Velit Núñez                   |                  | Cambio 90 - Nueva Mayoría                    |
| Carlos Blanco Oropeza                |                  | Cambio 90 - Nueva Mayoría                    |
| José Gamonal Cruz                    |                  | Cambio 90 - Nueva Mayoría                    |
| Gilberto Siura Céspedes              |                  | Cambio 90 - Nueva Mayoría                    |
| Jaime Freundt-Thurne Oyanguren       |                  | Cambio 90 - Nueva Mayoría                    |
| Anastacio Vega Ascencio              |                  | Cambio 90 - Nueva Mayoría                    |
| José Roberts Billig                  |                  | Cambio 90 - Nueva Mayoría                    |
| Manuel La Torre Bardales             |                  | Cambio 90 - Nueva Mayoría                    |
| Juan Hermoza Ríos                    |                  | Cambio 90 - Nueva Mayoría                    |
| Martha Chávez Cossío                 |                  | Cambio 90 - Nueva Mayoría                    |
| Jorge Nakamura Hinostroza            |                  | Cambio 90 - Nueva Mayoría                    |
| Demetrio Patsías Mella               |                  | Cambio 90 - Nueva Mayoría                    |
| César Fernández Arce                 |                  | Cambio 90 - Nueva Mayoría                    |
| Carlos Ferrero Costa                 |                  | Cambio 90 - Nueva Mayoría                    |
| Carmen Lozada de Gamboa              |                  | Cambio 90 - Nueva Mayoría                    |
| Rómulo Guerra Ayala                  |                  | Cambio 90 - Nueva Mayoría                    |
| Jorge Velásquez Ureta                |                  | Cambio 90 - Nueva Mayoría                    |
| Daniel Zevallos Ríos                 |                  | Cambio 90 - Nueva Mayoría                    |
| Miguel Ángel Pajares Ruíz            |                  | Cambio 90 - Nueva Mayoría                    |
| Juan Zamata Aguirre                  |                  | Cambio 90 - Nueva Mayoría                    |
| Oswaldo Sandoval Aguirre             |                  | Cambio 90 - Nueva Mayoría                    |
| Juan Huamanchumo Romero              |                  | Cambio 90 - Nueva Mayoría                    |
| Samuel Matsuda Nishimura             |                  | Cambio 90 - Nueva Mayoría                    |
| Pedro Vilchez Malpica                |                  | Cambio 90 - Nueva Mayoría                    |
| Tito Chávez Romero                   |                  | Cambio 90 - Nueva Mayoría                    |
| Carlos León Trelles                  |                  | Cambio 90 - Nueva Mayoría                    |
| María Teresa Vitor Alfaro            |                  | Cambio 90 - Nueva Mayoría                    |
| Jorge Figueroa Vizcarra              |                  | Cambio 90 - Nueva Mayoría                    |
| Nicolasa Villar Martínez de Posadas  |                  | Cambio 90 - Nueva Mayoría                    |
| Genaro Colchado Arellano             |                  | Cambio 90 - Nueva Mayoría                    |
| Gamaliel Barreto Estrada             |                  | Cambio 90 - Nueva Mayoría                    |
| Pedro García Saavedra                |                  | Cambio 90 - Nueva Mayoría                    |
| Víctor Meléndez Campos               |                  | Cambio 90 - Nueva Mayoría                    |
| Carlos Reátegui Trigozo              |                  | Cambio 90 - Nueva Mayoría                    |
| Roger Amuruz Gallegos                |                  | Cambio 90 - Nueva Mayoría                    |
| Ricardo Marcenaro Frers              |                  | Cambio 90 - Nueva Mayoría                    |
| Guillermo Ysisola Farfán             |                  | Cambio 90 - Nueva Mayoría                    |
| Lourdes Flores Nano                  |                  | Partido Popular Cristiano                    |
| Ántero Flores-Aráoz Esparza          |                  | Partido Popular Cristiano                    |
| Alexander Kouri Bumachar             |                  | Partido Popular Cristiano                    |
| Luis Bedoya de Vivanco               |                  | Partido Popular Cristiano                    |
| Xavier Barrón Cebreros               |                  | Partido Popular Cristiano                    |
| Celso Sotomarino Chávez              |                  | Partido Popular Cristiano                    |
| Pablo Cruz Arrunátegui               |                  | Partido Popular Cristiano                    |
| Mario Ocharán Zegarra                |                  | Partido Popular Cristiano                    |
| Fernando Olivera Vega                |                  | Frente Independiente Moralizador             |
| Ernesto Gamarra Olivares             |                  | Frente Independiente Moralizador             |
| Carlos Cuaresma Sánchez              |                  | Frente Independiente Moralizador             |
| César Larrabure Gálvez               |                  | Frente Independiente Moralizador             |
| Julio Chú Mériz                      |                  | Frente Independiente Moralizador             |
| Humberto Sambucetti Pedraglio        |                  | Frente Independiente Moralizador             |
| Willy Serrato Puse                   |                  | Frente Independiente Moralizador             |
| Rafael Rey Rey                       |                  | Renovación                                   |
| Gonzalo Ortiz de Zevallos Roedel     |                  | Renovación                                   |
| Enrique Chirinos Soto                |                  | Renovación                                   |
| Juan Carpio Muñoz                    |                  | Renovación                                   |
| Francisco Tudela van Breugel-Douglas |                  | Renovación                                   |
| Juan Carrión Ruiz                    |                  | Renovación                                   |
| Gloria Helfer Palacios               |                  | Movimiento Democrático de Izquierda          |
| Henry Pease García                   |                  | Movimiento Democrático de Izquierda          |
| Julio Castro Gómez                   |                  | Movimiento Democrático de Izquierda          |
| Julio Díaz Palacios                  |                  | Movimiento Democrático de Izquierda          |
| José Barba Caballero                 |                  | Coordinadora Democrática                     |
| Jorge Donayre Lozano                 |                  | Coordinadora Democrática                     |
| Luis Enrique Tord Romero             |                  | Coordinadora Democrática                     |
| Jorge Torres Vallejo                 |                  | Coordinadora Democrática                     |
| Roger Cáceres Velásquez              |                  | Frente Nacional de Trabajadores y Campesinos |
| Pedro Cáceres Velásquez              |                  | Frente Nacional de Trabajadores y Campesinos |
| Jorge Velásquez Gonzales             |                  | Frente Nacional de Trabajadores y Campesinos |
| Mario Paredes Cueva                  |                  | Frente Popular Agrícola del Perú             |
| Eusebio Vicuña Vásquez               |                  | Frente Popular Agrícola del Perú             |
| Manuel Moreyra Loredo                |                  | Solidaridad y Democracia                     |
| Gustavo García Mundaca               |                  | Movimiento Independiente Agrario             |

## La Constitución de 1993
La labor fundamental del CCD fue la redacción de una nueva Constitución, la duodécima en la vida republicana del Perú, y que se halla actualmente vigente. Presidió el Congreso el ingeniero Jaime Yoshiyama, del partido oficialista.
En aspectos generales, esta nueva Constitución no varió mucho comparada con su antecesora, la Constitución de 1979. Sin embargo, buena parte de sus pocas innovaciones son de importancia fundamental:
- Introduce el mecanismo del Referéndum o consulta popular para la reforma total o parcial de la Constitución, la aprobación de normas con rango de ley, las ordenanzas municipales y las materias relativas al proceso de descentralización.
- La pena de muerte, que antes solo se aplicaba para delitos de traición a la patria en guerra exterior, se extiende a los delitos de terrorismo.
- El mandato presidencial se mantuvo en cinco años, tal como regía desde 1980, permitiéndose una sola reelección inmediata o consecutiva (artículo 112). Posteriormente se modificó dicho artículo. Actualmente no se permite la reelección presidencial inmediata, aunque el expresidente puede volver a candidatear luego de transcurrir, como mínimo, un período constitucional.
- El Poder Ejecutivo, en especial el presidente de la República, obtuvo mayores atribuciones. El Presidente puede disolver el Congreso si este censura a dos consejos de ministros (en la anterior Constitución eran tres).
- El Poder Legislativo tuvo un cambio radical en su estructura: se abolió la bicameralidad parlamentaria y se impuso la unicameralidad, es decir una sola cámara, con 120 representantes o congresistas. En el 2011 se amplió su número a 130.
- Se otorga independencia al Consejo Nacional de la Magistratura.
- Se establece la Defensoría del Pueblo como un ente autónomo encargado de defender los derechos del pueblo y supervisar el cumplimiento de los deberes de la administración estatal. Su titular es el Defensor del Pueblo.
- Se establece que la iniciativa privada es libre y se ejerce en una economía social de mercado. El Estado asume solo su rol orientador, mas no hace actividad empresarial, sino solo excepcionalmente.
- Se siguen mencionado a las Comunidades Campesinas y las Nativas, pero ya no a la reforma agraria, como ampliamente lo hacía la anterior carta magna. Se garantiza la privatización de la tierra aplicándose el libre mercado.
- Se dejó de garantizar plenamente la estabilidad laboral, la misma que era estipulaba explícitamente en el artículo 48 de la Constitución anterior.[8] Ahora solo se dice que el Estado otorga al trabajador adecuada protección contra el despido arbitrario.
- Se reconoce a las municipalidades autonomía política, económica y administrativa.

## Referéndum de 1993
Por ley constitucional del 31 de agosto de 1993, el CCD sometió al voto popular la aprobación de la carta política. El gobierno fijó como fecha para la realización de dicho referéndum el 31 de octubre del mismo año. Los ciudadanos deberían optar por una de las dos opciones: por el “Sí”, si estaban a favor de aprobar la Constitución; y por el “No” si eran contrarios a ello.
Los partidos opositores al gobierno, tanto aquellos que habían participado en el CCD como aquellos que se abstuvieron, sumaron esfuerzos a favor del «No». Mientras que el gobierno puso todo su aparato de publicidad al servicio de la campaña por el “Sí”, en medio de un proceso que se vio denunciado por varias irregularidades.
Los resultados de esta consulta popular fueron los siguientes:
- Por el “Sí” votaron 3.878.964 ciudadanos (52,24 %).
- Por el “No” votaron 3.545.699 ciudadanos (47,76 %).

El gobierno obtuvo así el triunfo, pero este no fue abrumador como lo había esperado. Aprobada así la Constitución, Fujimori procedió a su promulgación el 29 de diciembre de 1993.
Tras la caída del régimen fujimorista, por ley N.º 27600 del 15 de diciembre del 2001 promulgada por Alejandro Toledo, el Congreso de la República retiró la firma de Fujimori de la Constitución, sin perjuicio de mantener la vigencia de esta.

## Fin del CCD
El CCD se mantuvo en funciones como Congreso legislativo hasta el 28 de julio de 1995 cuando lo reemplazó el Congreso ordinario elegido en las elecciones generales de ese año y cuya primera presidenta fue Martha Chávez, también la primera mujer en acceder a ese cargo.

## Singularidad del régimen fujimorista
Con la instalación del CCD y la ratificación vía referéndum de la Constitución de 1993, el gobierno consideró haber dado pasos fundamentales para el retorno a la democracia, la que se ratificaría con las elecciones generales de 1995, en la que Fujimori sería reelecto con mayoría abrumadora. Martha Chávez, presidenta del CCD, imaginó que la nueva Constitución, a diferencia de la de 1979, garantizaría «el derecho a la vida desde su inicio, la dignidad del ser humano en su dimensión material y espiritual, y la institución de la familia», y que habría «todos los medios posibles de legítima defensa para imponer el orden y la paz sobre el caos o la violencia que algunos quieran imponer».  Posteriormente, esta visión se compartiría con las estrategias de propaganda del movimiento fujimorista y afines al conservadurismo.
La instalación del CCD estuvo marcada por las denuncias. Una de ellas fue en la instauración de una «democratura» o «dictablanda»; en todo caso resultó un régimen sui géneris, ya que si bien en el plano formal existía democracia, elecciones libres, libertades, división de poderes, en un plano más profundo había un «super-ejecutivo» y una «presidencia imperial». La mayoría del CCD (y luego el Congreso ordinario instalado en 1995) se sometió de lleno al Ejecutivo, no escatimando en violar la Constitución que ellos mismos aprobaron (como en lo referente a la «interpretación auténtica» del artículo constitucional sobre la reelección presidencial). El Tribunal de Garantías (que posteriormente sería el Tribunal Constitucional) no existió hasta 1995; el Ministerio Público estuvo totalmente sometido al régimen; el Poder Judicial influenciado; los mandos militares y policiales dependientes del presidente o de su entorno.
En 1994, Francisco Sagasti, que por aquel entonces pertenecía al Foro Democrático, criticó la instalación del CCD por «hacer retroceder década y media en el lento y difícil camino para construir un Perú moderno, justo y democrático». También criticó los argumentos de los congresistas de Cambio 90/Nueva Mayoría, quienes «no presentaron un anteproyecto completo de Constitución, frustrando así el examen integral de sus propuestas». Así pues, consideraba que el proyecto de una nueva carta magna era «confuso e incoherente».
En un editorial de 2001, La República destacó la necesidad de una nueva constitución debido a las 281 normas inconstitucionales añadidas por el CCD. El expresidente Fernando Belaúnde Terry rechazó la Constitución de 1993 y abogó por el restablecimiento de la de 1979. Manuel Aguirre Roca, presidente del Tribunal Constitucional en 2001, señaló que «cualquier funcionario con legitimidad puede impugnar Carta Magna».
Ollanta Humala reiteró la propuesta de restablecer la Constitución de 1979 en 2008. Foro Democrático, que había sido blanco del Servicio de Inteligencia Nacional por su oposición a la reelección de Fujimori, planteó en 2001 la reversión del estatuto de 1993. Valentín Paniagua y César Hildebrandt apoyaron las reformas constitucionales, aunque para este último sugirió que estas no ahuyentaran la inversión. La Comisión de Estudio de las Bases de la Reforma Constitucional del Perú propuso una nueva Asamblea Constituyente, pero no obtuvo el consenso para un referéndum de legitimación, reforma o anulación del Congreso de 1992.
El cambio de una nueva constitución estuvo marcado por la controversia, principalmente por la desinformación acerca de si una eventual asamblea constituyente eliminaría el capítulo económico que dictó Alberto Fujimori.